# Rachel Chinouriri
Farainashe Rachel Chinouriri (* 1999 in London) ist eine englische Popsängerin.

## Biografie
Die Eltern von Rachel Chinouriri sind aus Simbabwe eingewandert, sie selbst wurde 1999 in London geboren. Sie wuchs im Stadtteil Croydon mit englischer Popmusik und afrikanischen Einflüssen auf. Mit 17 Jahren versuchte sie sich an ersten, technisch einfachen Demos, die sie im Internet postete, die ihr ein erstes positives Echo brachten. Sie studierte Musik an der BRIT School und fuhr mit ihren Veröffentlichungen fort. Nach und nach entwickelte sich ihre Karriere weiter, sie fand ein Management, arbeitete mit Produzenten und nahm Songs zusammen mit anderen Musikern auf.
Chinouriri unterschrieb 2020 bei Parlophone und ein Jahr später erschien ihr erstes Label-Minialbum Four Degrees in Winter. Es folgte die EP Better Off Without und inzwischen hatte sie so viel Aufmerksamkeit erlangt, dass sie Anfang des Jahres 2023 in die BBC-Sound-of-Liste vielversprechender Newcomer aufgenommen wurde. Bis zu ihrem ersten großen Album verging aber noch mehr als ein Jahr. What a Devastating Turn of Events erschien im Frühjahr 2024 und platzierte sich als erste Veröffentlichung in den britischen Charts. Es brachte ihr bei den BRIT Awards 2025 gleich zwei Nominierungen in Hauptkategorien als Künstler und als Newcomer des Jahres.

## Diskografie
Alben
- Mama’s Boy (EP, 2019)
- Four Degrees in Winter (2021)
- Better Off Without (EP, 2022)
- What a Devastating Turn of Events (2024)

Lieder
- What Have I Ever Done (2018)
- So My Darling (2018)
- Adrenaline (2019)
- Where Do I Go? (2019)
- Give Me a Reason (2020)
- Beautiful Disaster (2020)
- Darker Place (2021)
- Through the Eye (2021)
- If Only (2021)
- All I Ever Asked (2022)
- Happy Ending (2022)
- I’m Not Perfect (But I’m Trying) (2022)
- Maybe I’m Lonely (2023)
- Ribs (2023)
- The Hills (2023)
- Never Need Me (2024)
- It Is What It Is (2024)
- Even (mit Cat Burns, 2024)